# Гуляй Поле (Воронежская область)
Гуля́й По́ле — посёлок в Таловском районе Воронежской области.
Входит в состав Нижнекаменского сельского поселения.

## Население
| 2010 |
| ---- |
| 47   |

## Улицы
В посёлке имеется одна улица — Гуляй-Поле.